# Alstonia angustifolia
Espèce
Synonymes
- Alstonia angustifolia var. elliptica King & Gamble[1]
- Alstonia beccarii (Benth.) Pichon[1]
- Alstonia latifolia (King & Gamble) Ridl.[1]
- Amblyocalyx beccarii Benth.[1]

Statut de conservation UICN

 LC  : Préoccupation mineure
Alstonia angustifolia est une espèce de plantes du genre Alstonia de la famille des Apocynaceae.

## Liste des variétés
Selon Tropicos (16 février 2019) (Attention liste brute contenant possiblement des synonymes) :
- variété Alstonia angustifolia var. annamensis Monach.
- variété Alstonia angustifolia var. elliptica King & Gamble
- variété Alstonia angustifolia var. latifolia King & Gamble